# The Bearcat
Pour plus de détails, voir Fiche technique et Distribution.
The Bearcat est un film américain réalisé par Edward Sedgwick et sorti en 1922.

## Fiche technique
- Titre : The Bearcat
- Réalisation : Edward Sedgwick
- Scénario : George Hively d'après une histoire de Frederick Buckley
- Production :  Universal Film Manufacturing Company
- Photographie : Charles E. Kaufman
- Genre : Western
- Durée : 50 minutes (5 bobines)
- Date de sortie: 
  - États-Unis : 3 avril 1922

## Distribution
- Hoot Gibson : The Singin' Kid
- Lillian Rich : Alys May

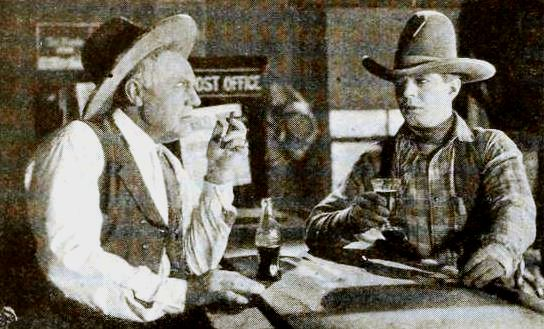
Charles K. French et Hoot Gibson

- Charles K. French : Sheriff Bill Garfield
- Joe Harris : Doc Henderson
- Alfred Hollingsworth : John P. May
- Harold Goodwin : Peter May
- William Buckley : Archer Aitken
- Fontaine La Rue: Mary Lang